# Дубки (Приморское городское поселение)
Дубки (до 1948 года Таммикко, фин. Tammikko) — упразднённый посёлок на территории Приморского городского поселения Выборгского района Ленинградской области.

## Название
Зимой 1948 года деревне Таммикко было присвоено наименование Дубки. Решение было обосновано «местными условиями», хотя является прямым переводом с финского языка. 
Переименование было закреплено указом Президиума ВС РСФСР от 13 января 1949 года.

## История

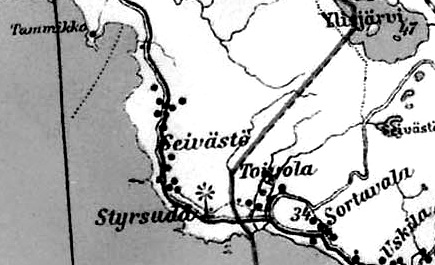
Деревня Таммикко на финской карте 1923 года

До 1939 года деревня Таммикко входила в состав волости Куолемаярви Выборгской губернии Финляндской республики. 
В настоящее время в посёлке Дубки находится база отдыха.

## География
Посёлок расположен в западной части района к западу от автодороги 41А-082 (Зеленогорск — Выборг).
Посёлок находится на берегу Дубковской бухты Финского залива.